# Křečkovice
Křečkovice je místní část Vyškova. Ležící na jihovýchodním okraji Vyškova v nadmořské výšce 240 m n. m. K městu je dřívější obec Křečkovice přičleněna roku 1942.

## Historie
Ves Křečkovice je poprvé připomínána v roce 1388, kdy je poprvé uváděn lenní statek patřící jistému Vilémovi. Od 14. století náležely Křečkovice k olomouckému biskupství. Od roku 1609 stál v obci farní kostel, který zanikl v období třicetileté války. V roce 1700 se občané Křečkovic střetli s občany z Brňan o sporný hájek Březina.
Původně se Křečkovice nacházely v samostatném katastrálním území, které bylo roku 1965 začleněno do katastru Vyškova.

## Obyvatelstvo
| Místní část Křečkovice | Místní část Křečkovice | 1850 | 1869 | 1880 | 1890 | 1900 | 1910 | 1921 | 1930 | 1950 | 1961 | 1970 | 1980 | 1991 | 2001 | 2011 |
| ---------------------- | ---------------------- | ---- | ---- | ---- | ---- | ---- | ---- | ---- | ---- | ---- | ---- | ---- | ---- | ---- | ---- | ---- |
| Počet obyvatel         | celá obec              | 336  | 347  | 354  | 378  | 468  | 455  | 462  | 426  | 368  | 350  | 366  | 655  | 1196 | 1052 | 1132 |
| Počet domů             | celá obec              | -    | 52   | 54   | 60   | 71   | 74   | 78   | 85   | 97   | -    | 110  | 109  | 290  | 255  | 307  |

## Pamětihodnosti
- Kaple svatého Václava
- Kamenný kříž před kaplí
- Pomník obětem války

### Galerie

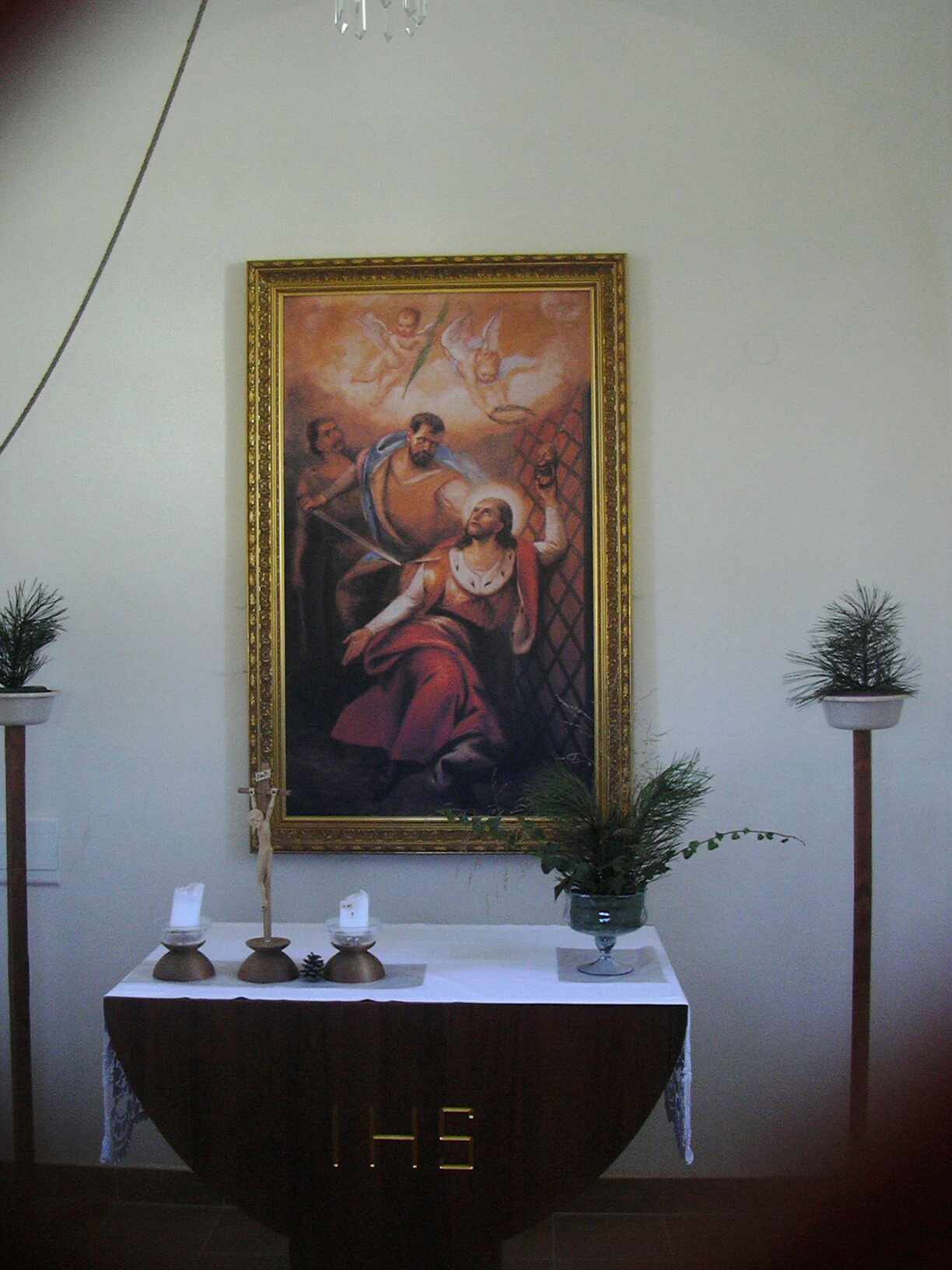
1. Interiér kaple v Křečkovicích
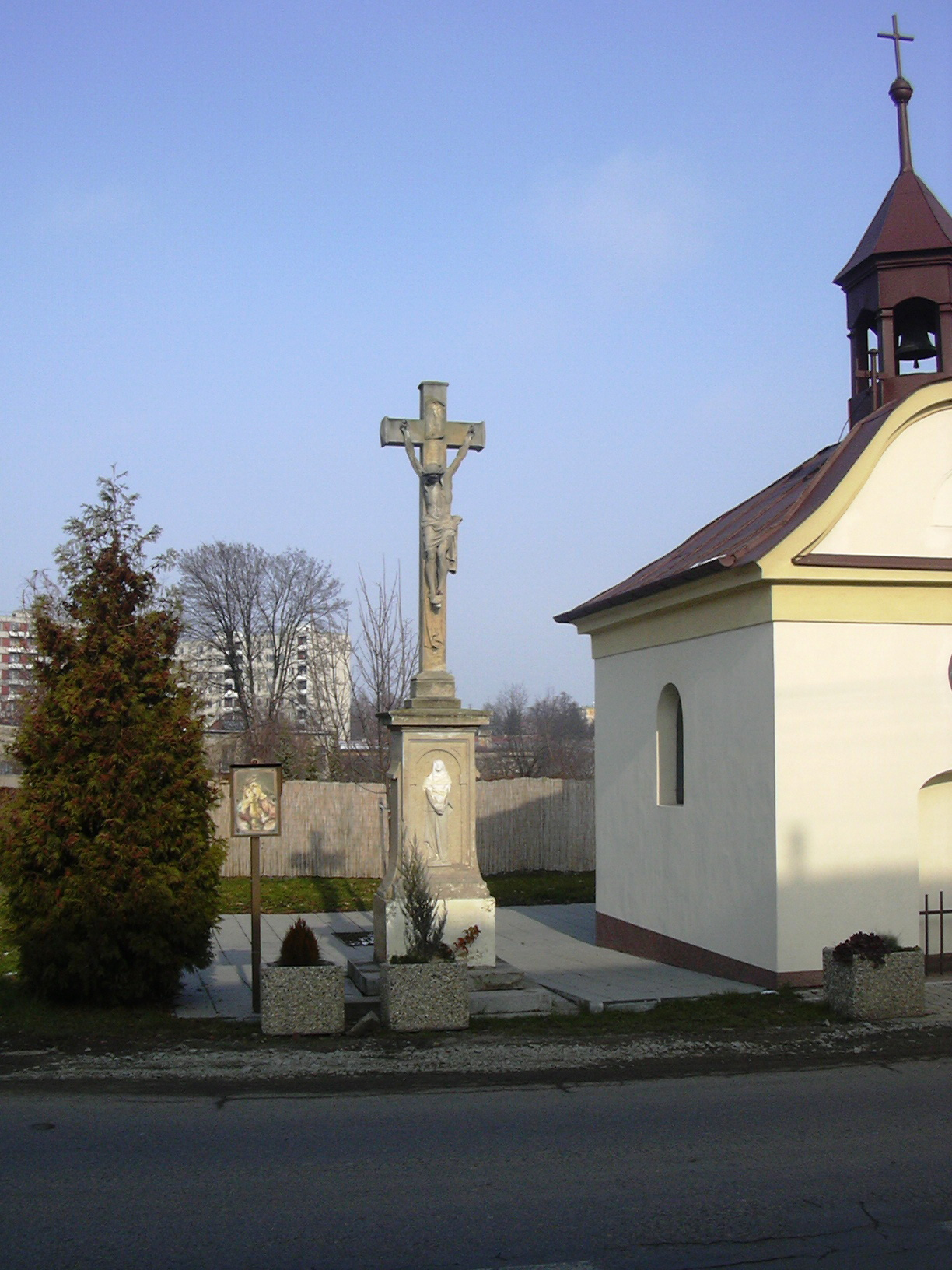
2. Kamenný kříž před kaplí
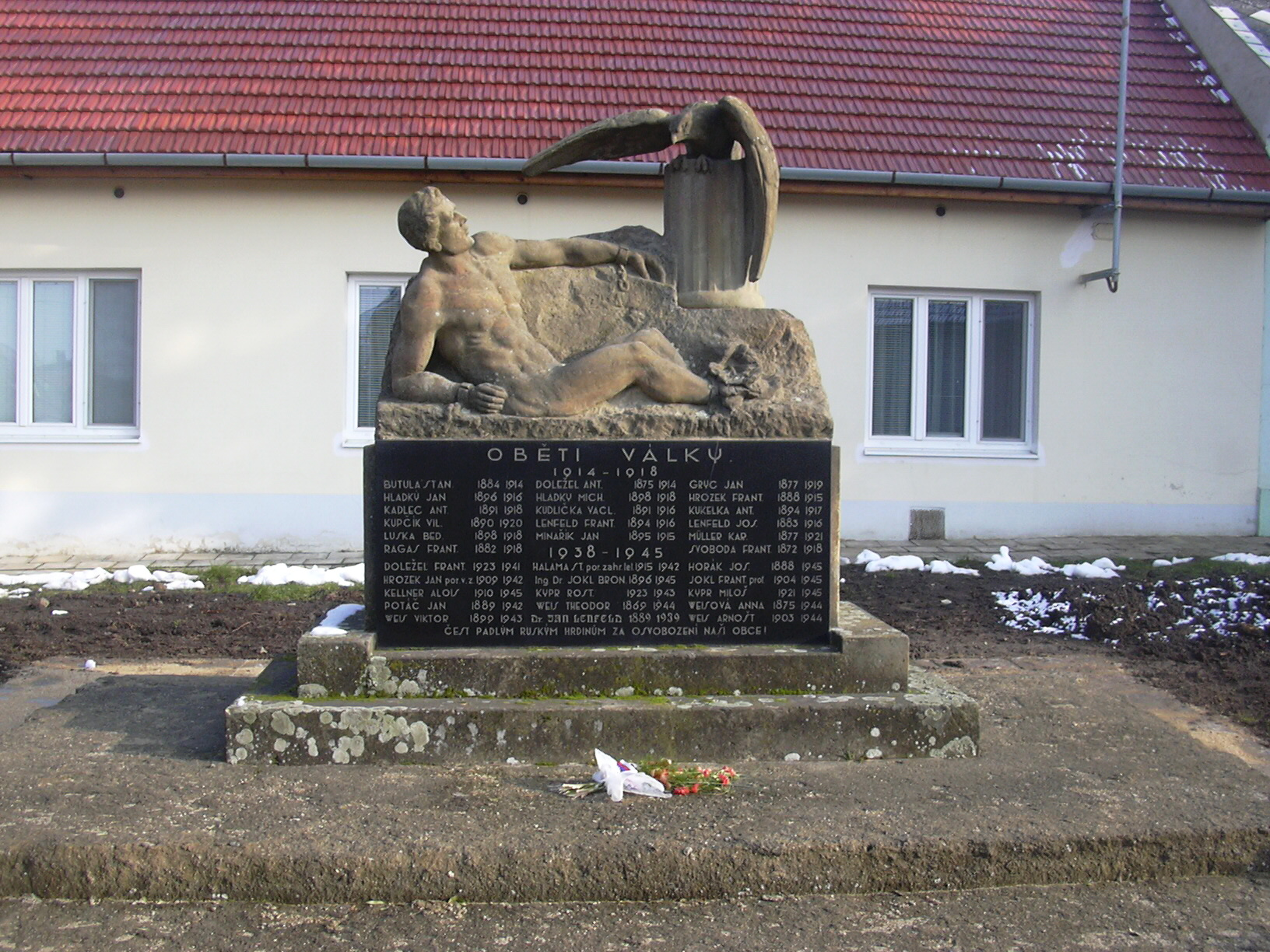
3. Pomník obětem války

## Rodáci
- František Jáchymek – rolník a starosta
- Františka Strnadlová (1853) – průkopnice kulturní činnosti
- prof. Jan Lenfeld (1889–1939) – zvěrolékař
- Ing. Bronislav Jokl (1896) – umučen v Terezíně
- Jan Hrozek – popraven nacisty (1942)
- Stanislav Halama (1915) – letec, sestřelen v Anglii 1942
- Miroslava Dorazilová-Strnadová (1880–1955) – spisovatelka, redaktorka a pracovnice v ženském hnutí